# Vampyressa sinchi
Vampyressa sinchi — вид родини листконосові (Phyllostomidae), ссавець ряду лиликоподібні (Vespertilioniformes, seu Chiroptera). Валідність виду скасована; таксон доєднано до Vampyressa melissa.

## Етимологія
На мові кечуа слово "сінчі" означає «міцний, сильний» і вказує на кремезність цього виду, найбільшого з відомих видів роду Vampyressa.

## Морфологія
Тварина невеликого розміру, із загальною довжиною 68–70 мм, довжина передпліччя  — 39,1–41,5 мм, довжина стопи — 11–13 мм, довжина вух —  17–18 мм.
Шерсть коротка. Спинна частина від світло-коричневого до темно-бежевого кольору, в той час як черевна частина світліша. Морда коротка і широка. Лист носа добре розвинений, жовтувато-коричневий, ланцетоподібний. Дві нечіткі білі смуги присутні на кожній стороні лиця, розділені темними смугами. Вуха великі, круглі, гострі та коричневі. Крилові мембрани коричневі або темно-коричневі. Ступні короткі й густо вкриті червоно-коричневим волоссям. Вид не має хвоста.
Вид схожий на V. melissa, але більший для  досліджених особин. Череп, в тому числі зубний ряд, більший і кремезніший, ніж будь-які інші відомі види Vampyressa. Вид, як правило, має довше  хутро, яке темніше на спині.

## Середовище проживання
Цей вид розповсюджений тільки уздовж східних схилів центральних Кордильєр і східних схилів Східних Кордильєр в Андах Колумбії.

## Життя
Харчується фруктами. 

## Природоохорона
На цей вид, виявлений лише недавно, досі не поширювалася будь-яка політика збереження.